# Matt Mead
Matthew Hansen ”Matt” Mead, född 11 mars 1962 i Jackson i Wyoming, är en amerikansk politiker (republikan). Han var guvernör i delstaten Wyoming från 2011 till 2019.
Meads morfar Clifford Hansen var guvernör 1963–1967. Mead har tidigare varit verksam inom jordbrukssektorn och arbetat som federal åklagare. Meads faster, Andrea Mead-Lawrence var en alpin skidåkare som tävlade i tre vinter olympiska spel och vann två guldmedaljer för USA.